# Komisariat Wewnętrzny Straży Granicznej nr 5 „Białystok”
Komisariat Wewnętrzny Straży Granicznej nr 5 „Białystok” – jednostka organizacyjna Straży Granicznej w okresie międzywojennym.

## Formowanie i zmiany organizacyjne
W drugiej połowie 1927 przystąpiono do gruntownej reorganizacji Straży Celnej. W praktyce skutkowało to rozwiązaniem tej formacji granicznej.
Rozporządzeniem Prezydenta Rzeczypospolitej Polskiej Ignacego Mościckiego z 22 marca 1928 roku, do ochrony północnej, zachodniej i południowej granicy państwa, a w szczególności do ich ochrony celnej, powoływano z dniem 2 kwietnia 1928 roku Straż Graniczną.
Rozkazem nr 3 z 14 maja 1929 roku w sprawie utworzenia Inspektoratu Wewnętrznego komendant Straży Granicznej płk Jan Jur-Gorzechowski utworzył Komisariat Wewnętrzny Straży Granicznej nr 5 „Białystok”.
Rozkazem nr 7 z 23 października 1931 roku w sprawach organizacyjnych i etatowych, w związku z zarządzeniem Ministra Skarbu z 22 października 1930 roku znoszącym Inspektorat Okręgowy Nr VI, komendant Straży Granicznej płk Jan Jur-Gorzechowski zarządził likwidację Inspektoratu Okręgowego nr VI z dniem 3 listopada 1930 roku. Zniósł komisariat „Warszawa”, a powołał Egzekutywę Oddziału II Komendy Straży Granicznej z przydziałem etatowym, ewidencyjnym i gospodarczym do Komendy Straży Granicznej. Komisariaty wewnętrzne zachowały swój terytorialny zakres działania.
Komisariat Białystok przydzielono pod względem służbowym bezpośrednio do Komendy Straży Granicznej; etatowo, ewidencyjnie i gospodarczo do Inspektoratu Granicznego Łomża.
Rozkazem nr 1 z 27 marca 1936 roku w sprawach [...] zmian w niektórych inspektoratach okręgowych komendant Straży Granicznej płk Jan Jur-Gorzechowski powtórnie utworzył komisariat wewnętrzny Straży Granicznej „Białystok”. Etat komisariatu: 1 oficer, 5 szeregowych, 1 motocykl z przyczepą, 5 kbk, 5 pistoletów.
Z dniem 1 kwietnia 1938 posterunek SG „Ostrów Mazowiecka” został wyłączony z Obwodu „Łomża” i przekazany pod każdym względem do komisariatu wewnętrznego „Białystok”. Z dniem 1 sierpnia 1938 posterunek SG „Ostrów Mazowiecka” został zlikwidowany.

## Działania wywiadowcze
Teren działania w 1936:
- na wschodzie – styk z terenem działania wywiadu Korpusu Ochrony Pogranicza
- na południu – linia Brześcia (wł.), Siedlce (wył.)
- na zachodzie – linia kolejowa Ostrołęka-Małkinia-Siedłce (wszystkie miejscowości wyłącznie),
- na północy – Ostrów (wył.), Zambrów (wł.), Grudziądz (wył.).

Rozkazem nr 3 z 27 lipca 1936 roku w sprawach reorganizacji placówek i zmiany przydziałów, komendant Straży Granicznej płk Jan Gorzechowski ustalił nowe rozgraniczenie pomiędzy inspektoratem „Łomża” a komisariatem wewnętrznym „Białystok”. Dla Inspektoratu Granicznego „Łomża” wyłącznie: wzdłuż drogi Małkinia- Kankowo-Niemiry-Zaręby, dalej drogą Zaręby-Nieszałty-Andrzejów-Grzymki- Polonia, dalej szosą Poloma-Osowiec-Zambrów-Menżęnin-Braniszewo-Tykocin- Krypno-Knyszyn-Jasionówka-Korycyn-Suchowok-Dombrowo-Lipsk.

## Kierownicy/komendanci komisariatu
| stopień     | imię i nazwisko      | okres pełnienia służby | kolejne stanowisko |
| ----------- | -------------------- | ---------------------- | ------------------ |
| podkomisarz | Ludomir Krzywieńczyk |                        |                    |
| komisarz SC | Józef Kozakiewicz    | 13 VI 1929 –           |                    |
| komisarz    | Józef Blum           | –21 IV 1939            | dyspozycja KG SG   |
| aspirant    | Mieczysław Padoł     | 19 IV 1939 –           |                    |